# 古美路街道
古美路街道是位于中华人民共和国上海市闵行区的一个街道。古美路街道筹建于1996年 ，1999年6月正式建立。面积6.51平方公里，人口62549人(2018年11月)。

## 地理概貌
古美路街道位于闵行区北部偏东，东起虹梅路、南临沪闵路、西抵虹莘路、北依漕宝路，辖境呈H型。境内主要河流有南北纵贯的新泾港和东西横贯的横新港。
古美路街道位于长江三角洲平原，属于冲积平原，全境平均海拔3米，没有任何坡地。
黄浦江下游主要支流之一淀浦河经过本街道南境。境内河流还有新泾港和张家塘港。
淀浦河上新建有2座主要桥梁：龙茗路淀浦河桥（建于2004年）和虹莘路淀浦河桥（旧桥名为南马桥，为一双曲拱桥，由于年久失修，并政府定位危桥，于2007年7月拆除，2008年重建。

## 行政区划
古美路街道下辖以下居委会：
古美一村居委会、古美三村居委会、古美四村居委会、古美七村居委会、古美八村居委会、古美十村居委会、平阳一村居委会、平阳三村居委会、平阳四村居委会、平阳六村居委会、平吉一村居委会、平吉二村居委会、平南新村第一居委会、平南新村第二居委会、东兰新村第一居委会、华梅花苑居委会、梅莲苑居委会、古龙一村居委会、平吉三村居委会、平吉四村居委会、平吉六村居委会、平南新村第三居委会、华一新城居委会、平阳五村居委会、古龙二村居委会、东兰新村第二居委会、古美九村居委会、东兰新村第三居委会、古龙三村居委会、古龙四村居委会、古龙五村居委会、古龙六村居委会、东兰新村第四居委会、平阳二村居委会、平吉五村居委会、万源城第三居委会、万源城第二居委会、万源城第四居委会。
古美街道北邻梅陇镇华一村村委会，其属于梅陇镇外飞地；古美路街道内的古美居民区、东兰居民区（古美路第一居委会、古美路第二居委会、古美路第三居委会、古美路第四居委会、东兰路居委会）为徐汇区在闵行区的内飞地，隶属上海市漕河泾新兴技术开发区，由虹梅路街道管理。